# August Eisenmenger

August Eisenmenger

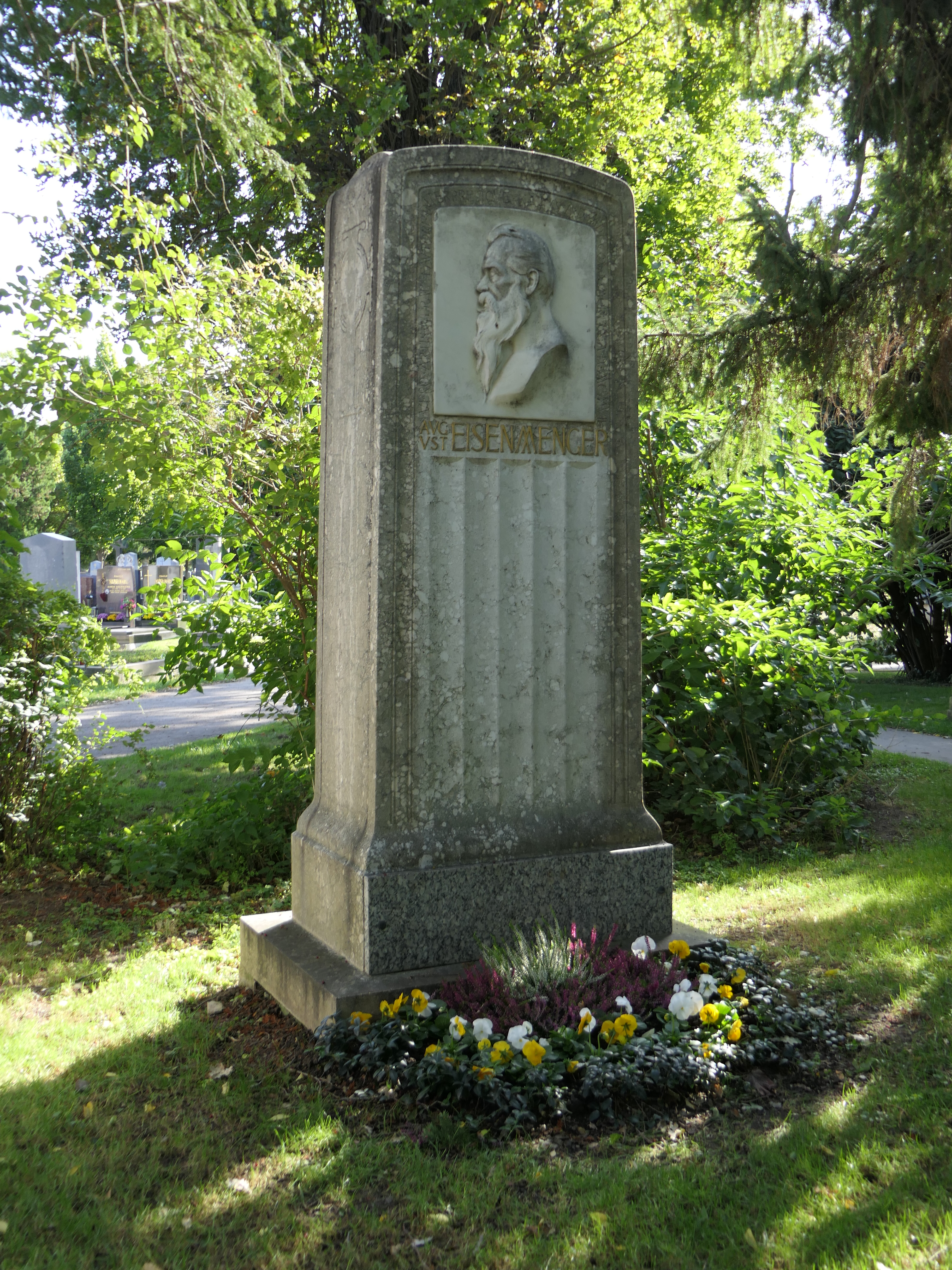
Grab von August Eisenmenger

August Eisenmenger (* 11. Februar 1830 in Wien; † 7. Dezember 1907 ebenda) war ein österreichischer Historien- und Porträtmaler in der Epoche der Ringstraßen- bzw. Gründerzeit.

## Leben
Fünfzehnjährig wurde Eisenmenger 1845 von der Akademie der bildenden Künste in Wien aufgenommen und errang schon nach 14 Tagen den ersten Preis im Zeichnen. Seine beschränkten finanziellen Verhältnisse zwangen ihn, in den Jahren nach 1848 den Besuch der Akademie zu unterbrechen. Erst 1856 fand er eine gesicherte Anstellung, als er Carl Rahls Schüler und neben Eduard Bitterlich und Christian Griepenkerl einer seiner besten Mitarbeiter wurde.
1863 wurde er Zeichenlehrer an der protestantischen Realschule in Wien, setzte aber daneben die Malerei fort. 1872 zum Professor an der Akademie ernannt, gründete er auch eine Privatschule zur Heranbildung jüngerer Talente in der Monumentalmalerei, aus der beispielsweise Rodolphe Ernst hervortrat. An der Akademie hatte er beispielsweise Hyacinth von Wieser (1848–1877) sowie Heinrich Hans Schlimarski (1859–1913) und Moritz Coschell (1872–1943) unterrichtet.
Eisenmenger liegt in einem Ehrengrab auf dem Wiener Zentralfriedhof in der Abteilung 32 A, Nummer 38 der Komponistenabteilung, begraben.
Im Jahr 1913 wurde in Wien-Döbling eine Gasse nach ihm benannt. Diese zweigte bei der Weinberggasse 74 ab, wurde allerdings später durch Werkserweiterungen der Gräf & Stift in das Werk integriert und als Werksstraße benutzt.
Im Jahr 1959 wurde in Wien-Favoriten (10. Bezirk) die Eisenmengergasse nach ihm benannt.

## Werk

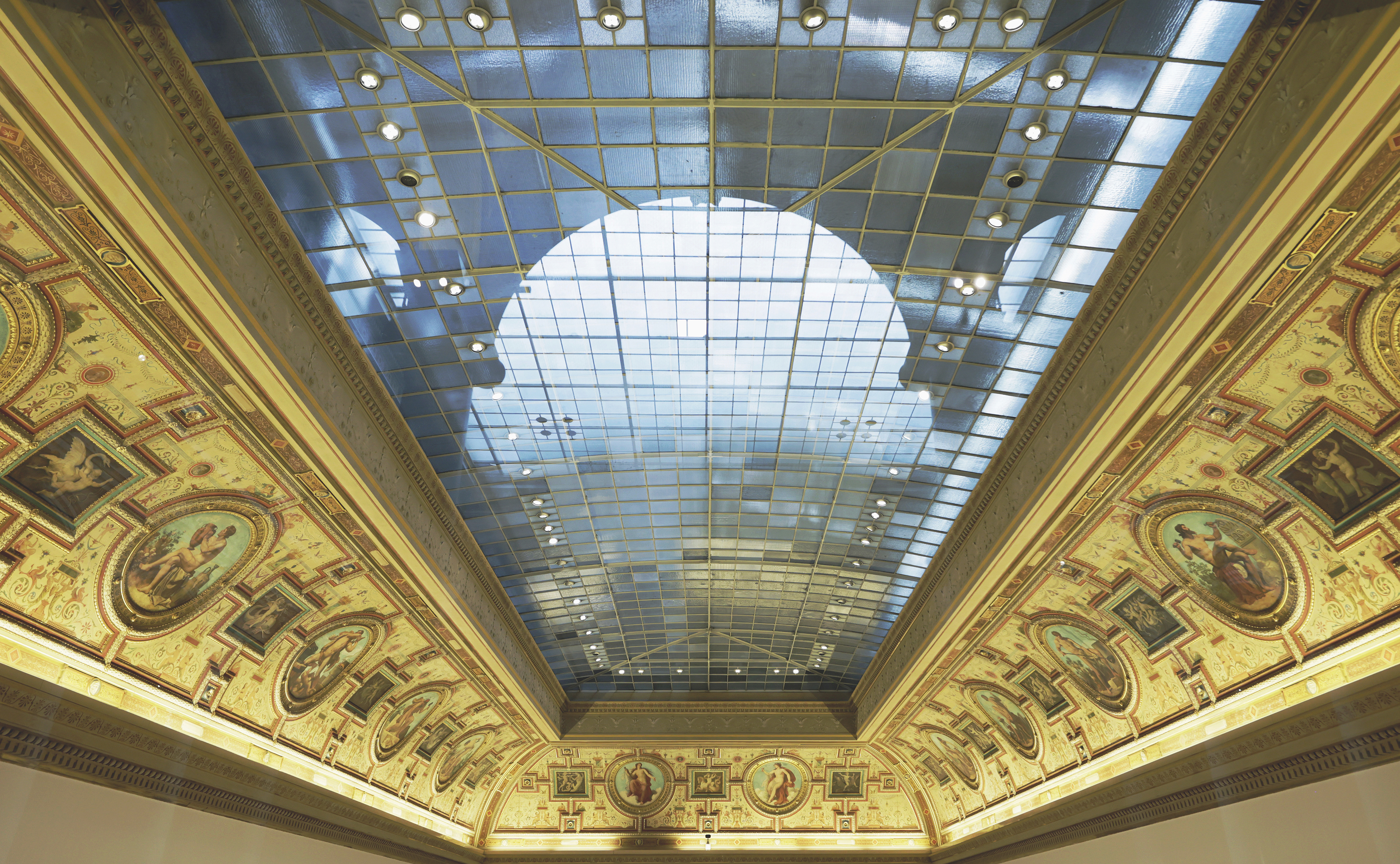
Glasdach über dem nördlichen Oberlichtsaal, MAK, Wien mit 12 allegorischen Fries-Medaillons, die verschiedenen Zweige kunsthandwerklicher Produktion darstellen.

Zu seinen bekanntesten Werken zählen:

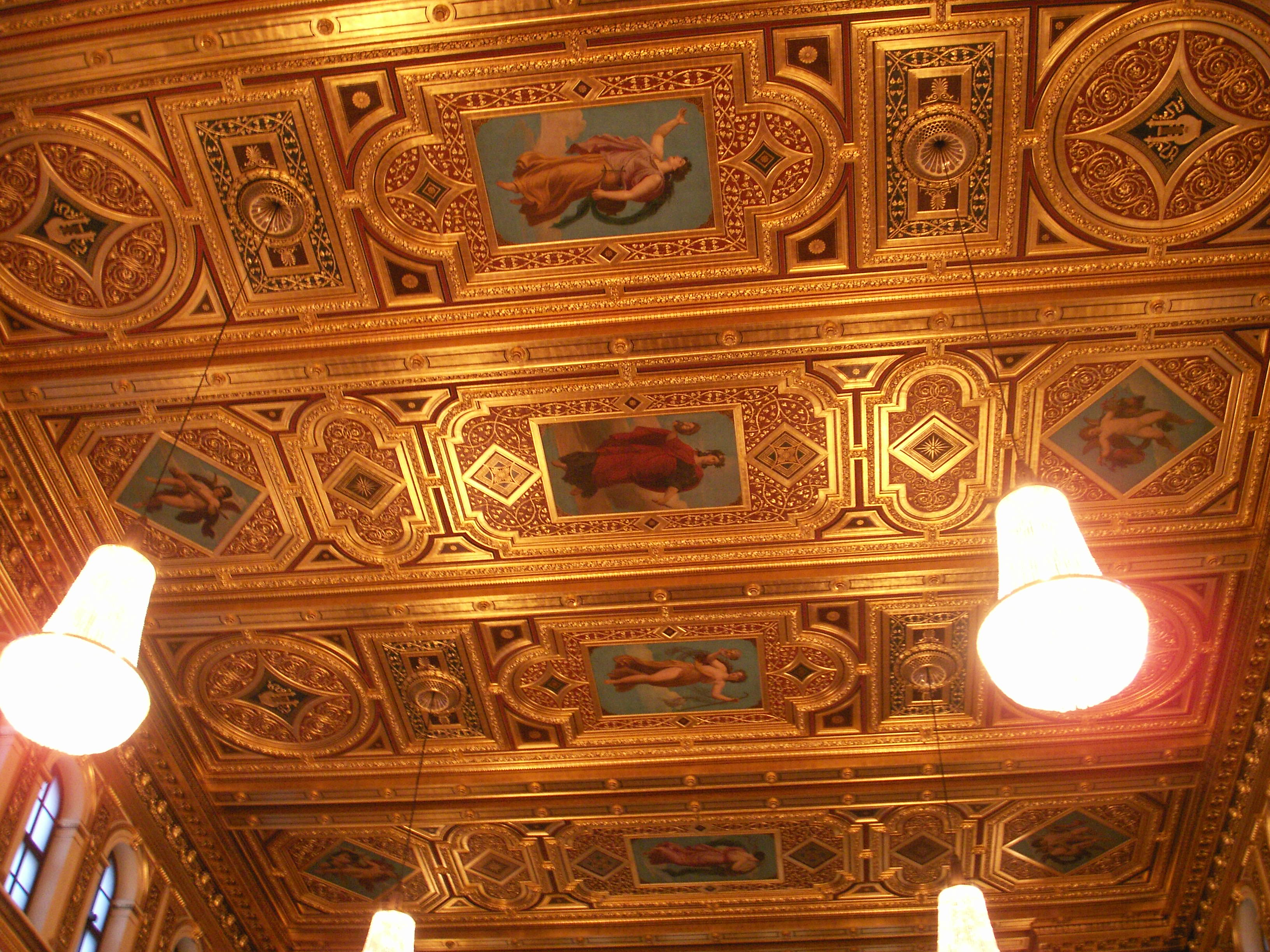
Decke des Goldenen Saals des Wiener Musikvereins

- 1869:  die in Wachsfarben ausgeführten Deckengemälde Apollo und die neun Musen, auf Nebenfeldern von Genien umschwebt im Goldenen Saal des Wiener Musikvereins.
- 1870/71: die Plafondmalereien im großen Saal des Wiener Grand Hôtel, Kärntner Ring 9–13 (gemeinsam mit Eduard Bitterlich) und in der Treppenhalle des Palais (Haus Tietz) des Architekten Carl Tietz am Schottenring 10,
- 1871/74: 12 allegorische Friesmedaillons im Museum für Kunst und Industrie, die verschiedenen Zweige kunsthandwerklicher Produktion darstellen, die durch ihre „poetische Auffassung und technische Ausführung zu seinen besten Monumentalmalereien gehören“, sowie die Fresken an der Rückseite der Akademie.[7]
- 1870/75: die Ölmalereien Zwölf Monate im Palais Gutmann,[8] dem heutigen The Ritz-Carlton, Vienna
- 1870/75: Ahnenbilder und je eine bedeutsame Episode aus dem Leben des Kaisers Maximilian I. und des Herzogs Leopold im Schloss Hernstein.
- 1876: Fresken an der Südseite des Akademiegebäudes.
- 1878: malte er den Vorhang des Neuen Theaters in Augsburg mit einer Darstellung des Äsop, der dem Volk von einer Brunnensäule herab seine Fabeln vorträgt.
- 1881: begann er die Ausschmückung des Treppenhauses im Justizpalast
- 1885: vollendete er einen Zyklus von friesartigen Kompositionen im Sitzungssaal des Abgeordnetenhauses im Reichsratsgebäude, welcher die Entstehung des modernen Staatswesens aus ungeordneten Verhältnissen darstellt.[7]